# Караманлии
 Тази статия е за населението на Карамания.  За заселниците дали името на Караманската държава вижте Карамани.  За селото в Република Северна Македония вижте Карамани (село).
Караманлиите (на гръцки: Καραμανλήδες; на турски: Karamanlılar) са турскоезично население, което изповядва гръцко източно православие от град Караман и област Кападокия в Централен Анадол.

## История и диаспора
През 1923 г. по гръцко-турския Лозански договор за размяна на население повечето от караманлиите са преселени в Гърция – около 100 000 души.
Днес изселените караманлии живеят предимно в Гърция. Има значителна диаспора в Западна Европа и Северна Америка.

## Версии за произход
Съществуват разни версии за произхода им.

### Гърци
Според първата те са тюркозирани гърци, доколкото изповядват православието и ползват гръцката азбука за записване на турската реч. В езика им обаче има твърде малко думи, заимствани от гръцки език, което прави тази версия малко вероятна.

### Тюрки
Съгласно друга версия те са потомци на тюркски племена, заселили се в тази област през XIII в. в резултат от монголското нашествие и преминали в православието от тенгризма. В полза на тази версия свидетелстват исторически източници и общата с други тюркски народи култура, а също фактът, че езикът им е близък до диалекта на юруците (анадолски/анатолийски туркмени).

## Характеристика на езика
Караманлиите говорят на турски с подчертано османски характеристики. Честа е употребата на старотурски думи и изрази. Поради своята източноправославна вяра по време на Османската империя са използвали гръцката писменост. Съществува обширна литература на караманлийско наречие. Запазени са сведения относно наличността на евангелие на караманлийски език във варненска книжарница през 1928 г.